# Salvadora Medina Onrubia
Salvadora Medina Onrubia (La Plata, 23 marzo 1894 – Buenos Aires, 21 luglio 1972) è stata una giornalista, scrittrice e attivista argentina.

## Biografia
All'età di 15 anni abbracciò la causa del giovane anarchico russo Simón Radowitzky, incarcerato per l'omicidio del commissario di polizia Ramón Falcón, con il quale iniziò un'amicizia epistolare.
Nel febbraio 1912, un mese prima del suo diciottesimo compleanno, nacque il suo primo figlio, Carlos "Pitón". Nel 1913 iniziò la sua attività letteraria a Gualeguay e nei giornali di Buenos Aires, tra cui la rivista Fray Mocho. A metà dello stesso anno si trasferì da Entre Ríos a Rosario e poi Buenos Aires. Nella capitale argentina iniziò a lavorare per il giornale anarchico La Protesta e si segnalò per aver pronunciato un acceso discorso a sostegno di Radowitzky durante una manifestazione anarchica. Poco dopo conobbe Natalio Botana, un giornalista che aveva fondato il quotidiano Crítica. Sebbene fossero di posizioni politiche diametralmente opposte, nel 1919 Medina sposò Botana il quale riconobbe il figlio di Salvadora. Insieme ebbero altri tre figli: Helvio Ildefonso, Jaime Alberto e Georgina Nicolasa. Negli anni successivi Medina scrisse, con lo pseudonimo di "Dr. Brea", su Crítica, che dirigerà poi tra il 1946 e il 1951 dopo la morte del marito in un incidente stradale. Assieme a Botana e ad altri trenta giornalisti fu incarcerata dal dittatore José Félix Uriburu al quale scrisse dal carcere una lettera sbeffeggiante. Una volta liberati, Medina e Botana ripararono in Uruguay.
Fu autrice di diverse opere drammatiche, come Almafuerte, La solución, Las decentas e Un hombre y su vida. Tra i suoi libri di poesia, El misal de mi yoga e La rueca milagrosa. È stata autrice di un unico romanzo, Akasha, e di due libri di racconti, El libro humilde y doliente e El vaso intacto y otros cuentos. 
Morì in povertà e lasciando un libro inedito, Los mil claveles colorados.